# Коробин, Леонид Аркадьевич
Леонид Аркадьевич Коробин (25 августа 1916 — 16 декабря 2002) — советский дипломат. Чрезвычайный и полномочный посол.

## Биография
Член ВКП(б). На дипломатической работе с 1961 года. 
- В 1961—1963 годах — советник Посольства СССР в Индии.
- В 1963—1964 годах — советник-посланник Посольства СССР в Индии.
- В 1964—1965 годах — сотрудник центрального аппарата МИД СССР.
- С 27 марта 1965 по 26 июля 1968 года — чрезвычайный и полномочный посол СССР на Цейлоне[2].
- С 11 ноября 1966 по 26 июля 1968 года — чрезвычайный и полномочный посол СССР в Мальдивской Республике по совместительству[3].
- В 1968—1980 годах — на ответственной работе в центральном аппарате МИД СССР.

С 1980 года — в отставке.
Похоронен в Москве на Кунцевском кладбище.